# Kōhei Tokita
Kōhei Tokita (japanisch 土岐田 洸平 Tokita Kōhei; * 16. März 1986 in der Präfektur Tokio) ist ein ehemaliger japanischer Fußballspieler.

## Karriere
Tokita erlernte das Fußballspielen in der Universitätsmannschaft der Hōsei-Universität. Seinen ersten Vertrag unterschrieb er 2008 bei Omiya Ardija. Der Verein spielte in der höchsten Liga des Landes, der J1 League. Für den Verein absolvierte er 51 Erstligaspiele. 2010 wechselte er zum Zweitligisten Ōita Trinita. Am Ende der Saison 2012 stieg der Verein in die J1 League auf. Am Ende der Saison 2013 stieg der Verein in die J2 League ab. Für den Verein absolvierte er 113 Ligaspiele. 2015 wechselte er zum Drittligisten FC Machida Zelvia. 2015 wurde er mit dem Verein Vizemeister der J3 League und stieg in die J2 League auf. Für den Verein absolvierte er 93 Ligaspiele. Ende 2018 beendete er seine Karriere als Fußballspieler.